# Carl Friedrich Gustav Loeillot de Mars
Carl Friedrich Gustav Loeillot de Mars, auch Carl Friedrich Gustav L’Oeillot de Mars (* um 1803 in Silberberg; † 28. Juli 1880 in Berlin) war ein deutscher Maler, Zeichner und Lithograf.

## Biografie
Carl Friedrich Gustav Loeillot de Mars oder C. G. F. Loeillot, wie er sich als Künstler nannte, war der Sohn eines Polizeimeisters. Er ging nach Berlin und studierte ab November 1826 zusammen mit seinem Vetter Wilhelm Loeillot an der Akademie der Künste. Anschließend war er in Berlin als Maler und Lithograf tätig. Von 1832 bis 1862 beschickte er die Ausstellungen der Akademie. Zu seinen Werken gehören Lithografien der Regenten Preußens, Historienbilder und Porträts in Öl sowie Fresken, z. B. in der ev. Pfarrkirche in Mollwitz (1865/71).

## Familie
Er war verheiratet mit Luise Johanna Christine Hark, mit der er drei Söhne (* 1840, 1842 und 1845) hatte. Später heiratete er Emilie Krüger, mit der er einen Sohn (* 1846) hatte.